# Cédric Barre
Cédric Barre (né le 14 avril 1982 à Chambray-lès-Tours) est un coureur cycliste et directeur sportif français. Coureur amateur jusqu'en 2011, il dirige ensuite l'équipe de l'Armée de terre, puis l'équipe féminine de la FDJ.

## Biographie
Coureur à Montrichard-Bourré, Romorantin, Saint-Cyr, puis à l'UC Châteauroux, à la Roue d'Or Saint-Amandoise et au Guidon chalettois, Cédric Barre remporte notamment Bordeaux-Saintes, manche de la coupe de France des clubs, en 2006, et le championnat de France des militaires en 2007. Après une dernière saison en 2011 au sein de l'équipe de l'Armée de terre, où il est à l'origine du recrutement de Julian Alaphilippe, il en devient directeur sportif en 2012.
En fin d'année 2017, l'équipe Armée de terre est dissoute en raison du désengagement du ministère des Armées. Cédric Barre est alors engagé par l'équipe féminine FDJ-Nouvelle Aquitaine-Futuroscope. Il est recruté en même temps qu'un ancien coéquipier, Nicolas Maire, qui a évolué avec lui à l'UC Châteauroux en 2005 et 2006,. En juin 2024, il quitte l'équipe, qui a été renommée FDJ-Suez entre-temps.

## Palmarès
- 2005
  - 2e de La Tramontane
- 2006
  - Bordeaux-Saintes
  - 3e du Grand Prix de Monpazier
- 2007
  -  Champion de France militaire sur route
  - 2e de la Ronde du Canigou
- 2008
  - 1re étape des Deux Jours cyclistes de Machecoul
  - 10e du championnat du monde sur route des militaires
- 2010
  - 1re étape du Tour du Loiret

## Classements mondiaux
| Année           | 2006   | 2007   |
| --------------- | ------ | ------ |
| UCI Europe Tour | 1 093e | 1 187e |